# Hotel (juego)
Hotel es un juego de mesa cuyo objetivo es ganar dinero y eliminar a los contrincantes.Este juego se inspira en otros juegos famosos como Monopoly y tío Rico.El tablero representa una carretera por la que se mueven las fichas de los jugadores según la puntuación obtenida al lanzar un dado. El tablero se divide en zonas con nombres de famosos hoteles de lujo de todo el mundo, que varían ligeramente dependiendo de la edición. La mecánica del juego es muy similar a la del Monopoly.
En cada turno, según la casilla, cada jugador puede comprar un terreno o mejorar un hotel de su propiedad. Cuando otro jugador cae en un hotel, deberá pagar al propietario la habitación, que valdrá más cuanto más caro sea el hotel. De esta forma, el jugador debe intentar invertir bien sus recursos y asegurarse de que, con suerte, sus oponentes visiten los hoteles. Hay casillas que alteran el azar con bonificaciones o penalizaciones.
Los hoteles disponibles son:
- Hotel Boomerang: Un edificio y complejos recreativos.
- Hotel Fujiyama: Tres edificios y complejos recreativos
- Hotel L`ettoile: Cinco edificios y complejos recreativos
- Hotel President: Cuatro edificios y complejos recreativos
- Hotel Royal: Cuatro edificios y complejos recreativos
- Hotel Taj Mahal: Tres edificios y complejos recreativos
- Hotel Safari: Tres edificios y complejos recreativos
- Hotel Waikiki: Seis edificios y complejos recreativos